# 文英男
文英男，韓國電視劇編劇。

## 作品

### 電視劇
- 1994年：KBS《員警》
- 1995年：KBS《風之子（朝鲜语：바람의 아들）》
- 2001年：MBC《結婚的法則》
- 2002年：SBS《有名的女人》
- 2004年：KBS《愛情的條件》
- 2005年：KBS《玫瑰色人生》
- 2006年：KBS《家有七公主》
- 2007年：SBS《大老婆的反擊》
- 2009年：KBS《不像三兄弟》
- 2011年：SBS《要帥氣的生活》
- 2013年：KBS《王家一家人》
- 2016年：SBS《我們的甲順》
- 2019年：KBS《為何那樣，奉尚先生》
- 2021年：KBS《Okay！光姐妹》
- 2022年：TV朝鮮《紅氣球》
- 2024年：TV朝鮮《沒有你活不下去》[2]

### 獲獎
- 1996年：第32屆百想藝術大賞 電視部門劇本賞
- 2004年：KBS演技大賞－作家賞《愛情的條件》
- 2013年：KBS演技大賞－作家賞《王家一家人》

## 外部連結
- 文英男在韩国电影数据库（KMDb）上的資料（韓語）
- NAVER搜索 （页面存档备份，存于）